# Вымпелохвостый колибри
Вымпелохво́стый коли́бри (лат. Trochilus polytmus) — птица семейства колибри. Эндемик Ямайки.

## Описание
Самцы вымпелохвостого колибри имеют тёмные хвостовые перья длиной до 17 см. Оперение зелёного, чёрного и синего цветов. Длинный клюв ярко-красный. Длина тела составляет обыкновенно 25 см, а вес примерно 5 г. Самка меньше, имеет от тёмно-красного до коричневого цвета клюв и белый низ, в то время как спина и голова окрашены в коричневый цвет. Вымпелохвостый колибри совершает примерно от 30 до 75 взмахов крыльями в секунду. Самца в полете сопровождает громкий полуголос, так как струящийся воздух приводит к колебаниям перьев хвоста. Призывный крик звучит как громкое «ти-ти-тай».

## Образ жизни
Обитают по всему острову, особенно предпочитая светлые области на высоте над уровнем моря. Они очень территориальны и защищают свой участок своими острыми клювами от любой птицы, которая пытается проникнуть на их территорию. Несмотря на длинные хвостовые перья, самец очень хорошо умеет летать. Как только птица садится, она выглядит относительно неуклюжей. Вымпелохвостый колибри может экономить энергию, впадая в неподвижное состояние (торпор), причём он приспосабливает свою температуру тела к окружающей среде. Вследствие этого он минимально замедляет жизненно необходимые функции.

## Размножение
В период гнездования, который проходит большей частью перед или после сезона дождей (октябрь или май), самцы собираются маленькими группами и пытаются привлечь своим оперением внимание самок. После спаривания самка собирает нити, хлопок, волосы, папоротники и липкие паутины, чтобы построить гнездо. Туда она откладывает 2 белых, продолговатых яйца, которые она высиживает от 14 до 19 дней. Как только появляются птенцы, самка начинает собирать для них очень много корма. Как только собрано достаточно корма, самка возвращается к гнезду и выдавливает корм молодым птицам непосредственно в горло. В течение первых дней самка чистит гнездо ещё и от помёта, но вскоре птенцы учатся выполнять это самостоятельно. Птенцы остаются в гнезде от 3 до 4 недель, затем они становятся самостоятельными и покидают гнездо. Иногда самка непосредственно после этого спаривается ещё раз, гнездясь таким образом дважды в год.

## Питание
Вымпелохвостый колибри питается преимущественно нектаром, который они тянут языком из цветочного венчика. При этом они не могут сесть на цветы, так как те часто настолько нежные, что сразу сломались бы. Поэтому они зависают в своём вибрирующем полёте непосредственно перед цветком и погружают свой клюв внутрь. Иногда они питаются и насекомыми, которых, однако, сложно поймать, а затем ещё и переварить.

## Угрозы
Вымпелохвостый колибри обитает только на Ямайке, третьем по величине острове Больших Антильских островов. Его популяция относительно стабильна; они извлекают пользу даже от вырубки сельвы, так как они лучше ориентируются на открытой местности.

## Подвиды
В 1902 году был открыт другой вид колибри, встречающийся только на востоке Ямайки, имеющий чёрный клюв — черноклювый вымпелохвостый колибри (Trochilus scitulus). Некоторые специалисты выделяют его как подвид вымпелохвостого колибри.

## Галерея

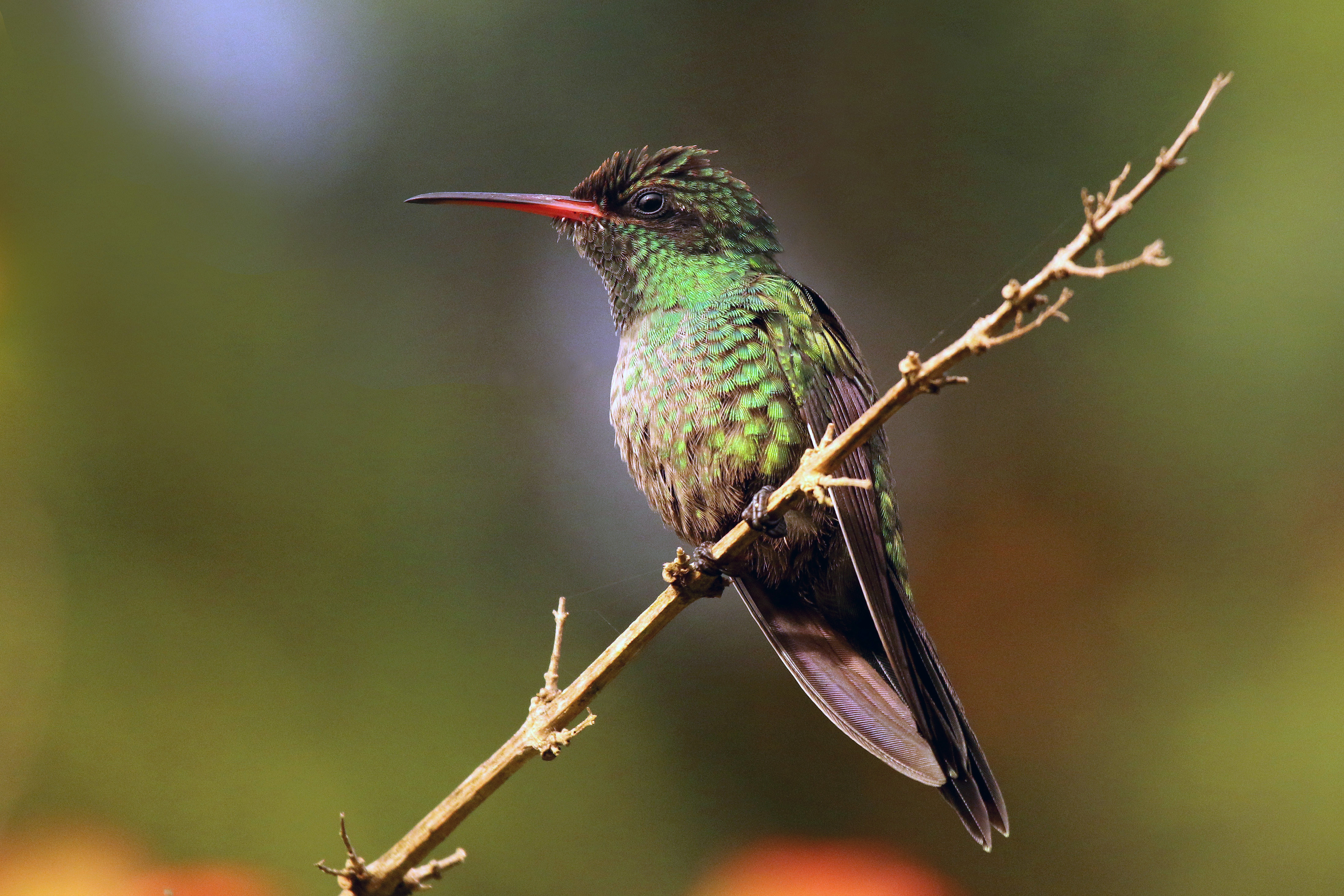
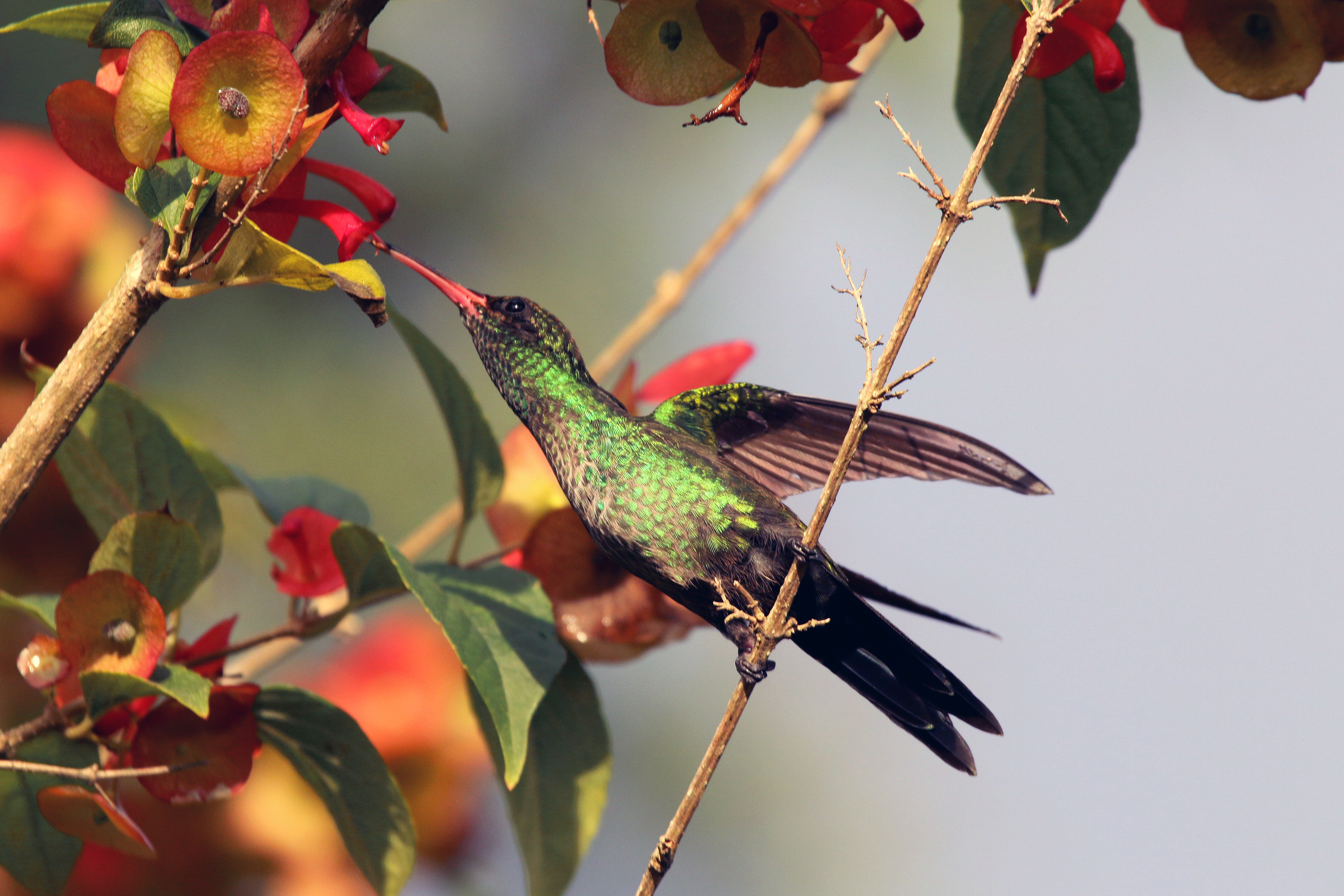
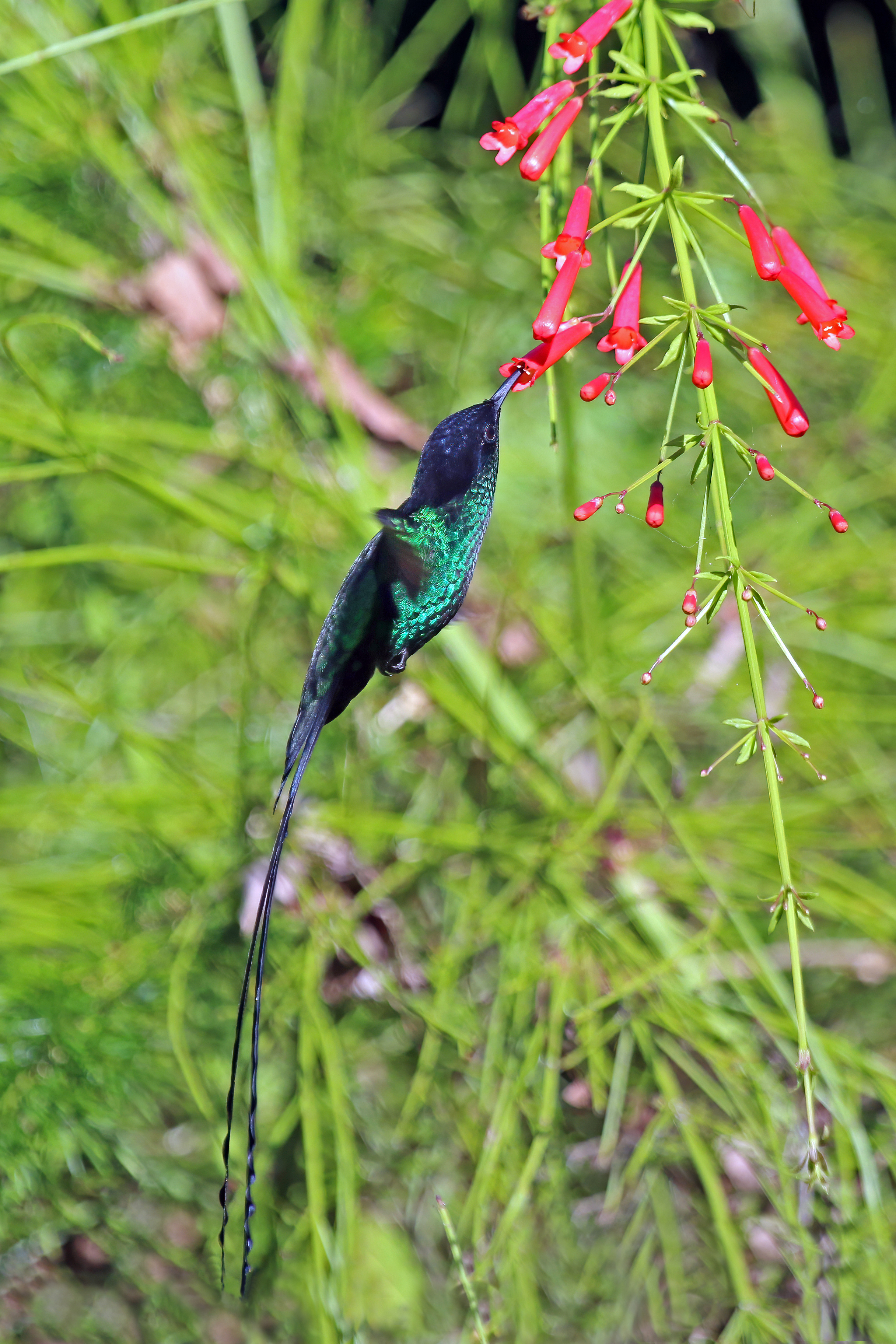
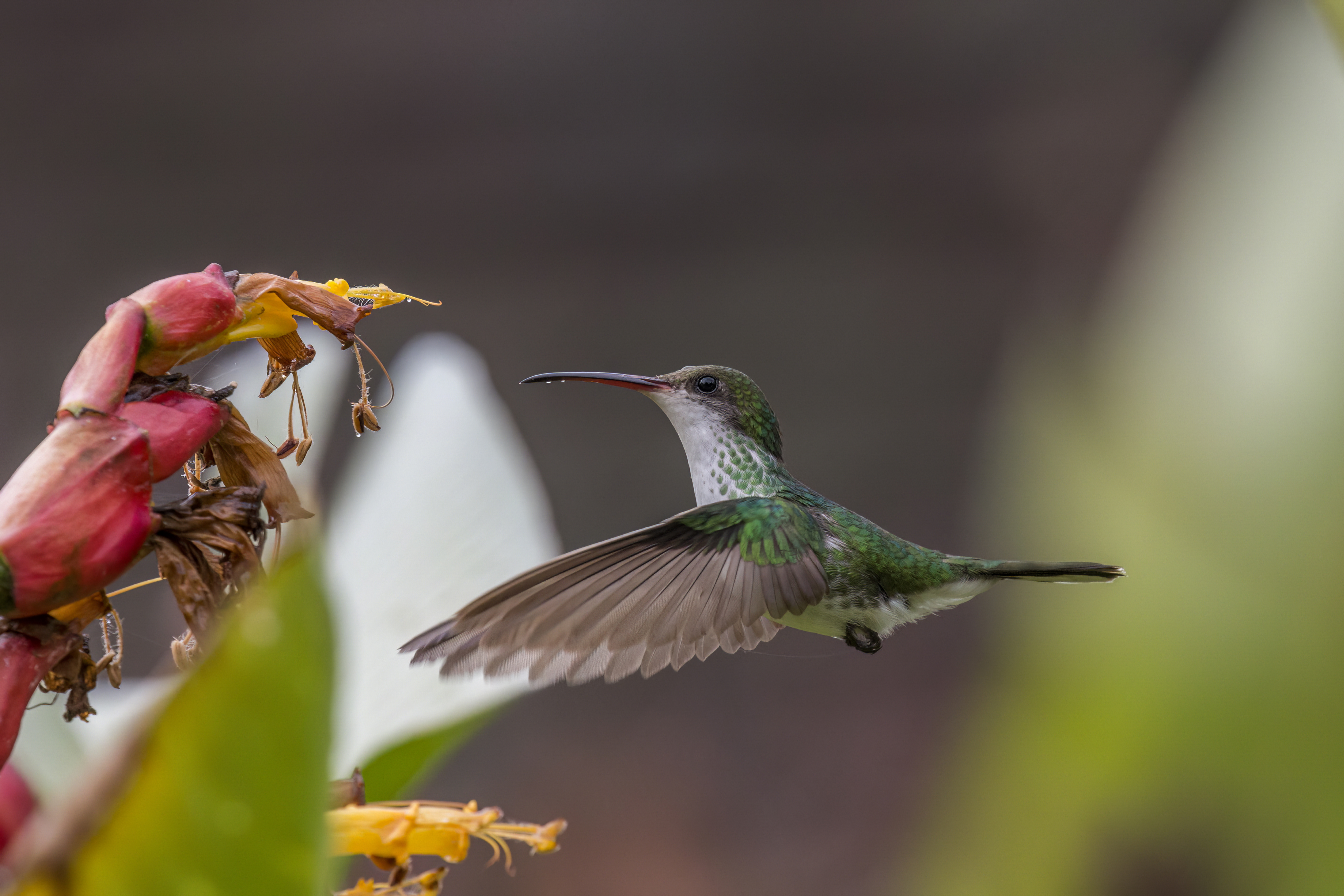